# Államok vezetőinek listája 876-ban
Ezen az oldalon az i. sz. 876-ban fennálló államok vezetőinek névsora olvasható földrészek, majd országok szerinti bontásban.

## Európa
- Asztúriai Királyság
  - Király: III. Alfonz (866–910)
  - Portugál Grófság
    - Gróf: Lucídio Vimaranes (873–924)
- Beneventói Hercegség
  - Herceg: Adelchis (854–878)
- Bizánci Birodalom
  - Császár: I. Baszileosz (867–886)
- Bolgár Kánság
  - Kán: I. Borisz (852–889)
- Breton Hercegség
  - Herceg: Pascweten és Gurvand (874-876)
  - Herceg: I. Alain és Judicael (876-888)
- Córdobai Emirátus
  - Emír: I. Muhammad (852–886)
- Cseh Fejedelemség
  - Fejedelem: I. Bořivoj (867–889)
- Nyugati Frank Királyság
  - Király: II. Károly (843–877)
  - Toulouse-i Grófság
    - Gróf: Bernard Plantevelue (872–885)

  - Flandriai Grófság
    - Őrgróf: I. Balduin (862-879)
- Horvátok
  - Fejedelem: Domagoj (kb. 864–876)
  - Fejedelem: Domagoj ismeretlen nevű fia (876-878)
- Itáliai Királyság
  - Császár: II. Károly (875-877)
  - Spoletói Hercegség
    - Herceg: II. Suppo (871-876)
    - Herceg: I. Lambert (876-880)

  - Toszkánai Őrgrófság
    - Őrgróf: I. Adalbert (847-886)
- Keleti Frank Királyság
  - Király: II. Lajos (843–876)
  - Király: Karlmann (876–879, Bajorország)
  - Király: III. Lajos (876-882, Szászország)
  - Király: III. Károly (876-887, Svábia)
  - Szászország
    - Gróf: Brun (866–880)
- Morva Fejedelemség
  - Fejedelem: I. Szvatopluk (871–894)
- Navarra
  - Király: I. García (851-882)
- Nápolyi Hercegség
  - Herceg: II. Sergius (870–877)
- Norvég Királyság
  - Király: I. Harald (872–933)
- Novgorodi Fejedelemség
  - Fejedelem: Rurik (862–879)
- Pápai Állam
  - Pápa: VIII. János (872–882)
- Salernói Hercegség
  - Herceg: Guaifer (861-880)
- Szerbek
  - Fejedelem: Mutimir (851-891)
- Velencei Köztársaság
  - Dózse: I. Orso Participazio (864–881)

### Britannia
- Gwynedd
  - Király: Rhodri Mawr (844–878)
- Jórviki Királyság
  - Király: Halfdan Ragnarsson (876–877)
- Kelet-angliai Királyság
  - Király: Oswald (874–875)
  - Király: II. Æthelred (kb. 875-878)
- Mercia
  - Király: II. Ceolwulf (874–879)
- Northumbria
  - Király: Ricsige (872–876)
  - Király: II. Ecgberht (876–878)
- Powys
  -     - Herceg: Rhodri Mawr (854–878)
- Skót Királyság
  - Király: I. Konstantin (863–877)
- Strathclyde
  - Király: Run (872–878)
- Wessexi Királyság
  - Király: Nagy Alfréd (871–899)

## Ázsia
- Abbászida Kalifátus
  - Kalifa: Al-Mutamid (870–892)
- India
  - Anuradhapura
    - Király: II. Szena (866-901)

  - Csóla Birodalom
    - Király: Vidzsajálaja (848–881)

  - Karkota-dinasztia
    - Király: Csipjata-Dzsajapida (832–885)

  - Pála-dinasztia
    - Király: Narajanapála (854–908)

  - Pallava
    - Király: Nirupathungan (850–882)

  - Pándja-dinasztia
    - Király: III. Varagunavarman (862–880)

  - Pratihara-dinasztia
    - Király: Mihira Bhodzsa (836–885)

  - Rástrakúta-dinasztia
    - Király: I. Amoghavarsa (814–878)
- Japán
  - Császár: Szeiva (858–876)
  - Császár: Józei (876–884)
- Khmer Birodalom
  - Király: III. Dzsajavarman (850–877)
- Kína (Tang-dinasztia)
  - Császár: Tang Hszi-cung (873–888)
- Korea
  - Silla
    - Király: Hongang (875–886)

  - Palhe
    - Király: Te Hjonszok 	(871–893)
- Mataram
  - Király: Rake Kajuvani (855-885)
- Nancsao
  - Császár: Shilong (859–877)
- Pagani Királyság
  - Király: Pjinbja (846–878)
- Szaffáridák
  - Emír: Jakúb ibn al-Lajsz al-Szaffár (861–879)

## Afrika
- Aglabidák
  - Emír: II. Abú Isák Ibráhím (875–902)
- Egyiptom
  - Kormányzó: Ahmad ibn Túlún (868–884)
- Idríszidák
  - Emír: II. Ali ibn Omar (866–kb. 885)
- Rusztamidák
  - Imám: Muhammad ibn Aflah (874–894)

## Fordítás
- Ez a szócikk részben vagy egészben  a   Liste der Staatsoberhäupter 876 című német Wikipédia-szócikk ezen változatának fordításán alapul.  Az eredeti cikk szerkesztőit annak laptörténete sorolja fel. Ez a jelzés csupán a megfogalmazás eredetét és a szerzői jogokat jelzi, nem szolgál a cikkben szereplő információk forrásmegjelöléseként.